# Tennessee Titans 2003

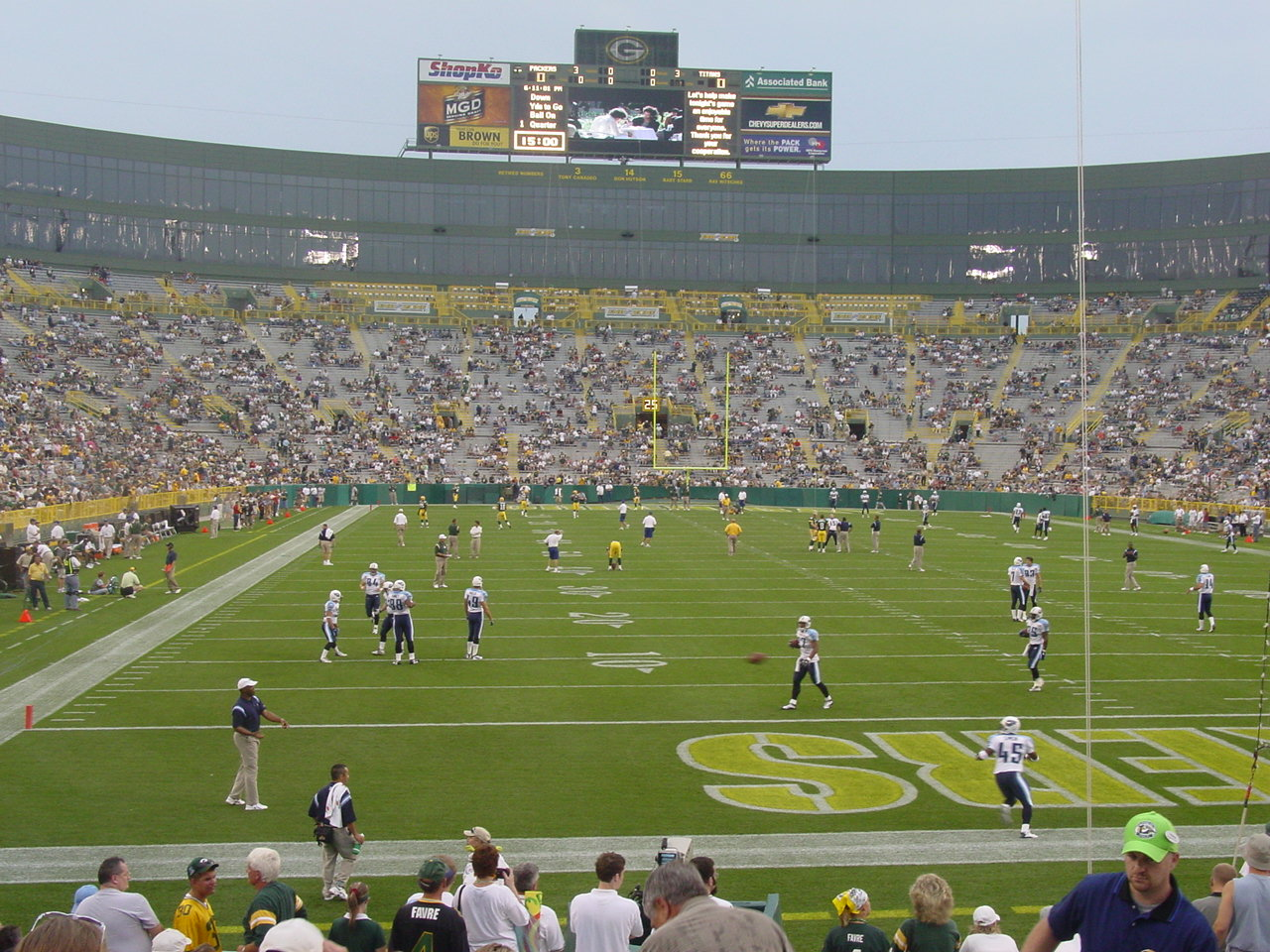
Tennessee contro Green Bay al Lambeau Field prima di una gara di pre-stagione il 28 agosto 2003

La stagione 2003 dei Tennessee Titans è stata la 34ª della franchigia nella National Football League, la 44ª complessiva 
Il quarterback Steve McNair passò 3.215 yard e 24 touchdown a fronte di soli 7 intercetti subiti. Corse inoltre 138 yard e 4 touchdown e, malgrado avere saltato due gare per infortunio, condivise il premio di MVP della NFL con Peyton Manning degli Indianapolis Colts rivali di division. Eddie George corse 1.031 yard e 5 touchdown mentre Derrick Mason ebbe 1.303 yard ricevute e 8 touchdown. La vittoria dei Titans nel primo turno di playoff sui Ravens fu la loro ultima nella post-season fino al 2017.

## Calendario
| Stagione regolare |                         |                    |                    |
| Turno             | Avversario              | Risultato          | TV ora             |
| 1                 | Oakland Raiders         | V 25–20            | ESPN 7:30pm        |
| 2                 | at Indianapolis Colts   | S 7–33             | CBS 12:00pm        |
| 3                 | New Orleans Saints      | V 27–12            | FOX 12:00pm        |
| 4                 | at Pittsburgh Steelers  | V 30–13            | CBS 12:00pm        |
| 5                 | at New England Patriots | S 30–38            | CBS 12:00pm        |
| 6                 | Houston Texans          | V 38–17            | CBS 12:00pm        |
| 7                 | at Carolina Panthers    | V 37–17            | CBS 12:00pm        |
| 8                 | at Jacksonville Jaguars | V 30–17            | CBS 12:00pm        |
| 9                 | Settimana di pausa      | Settimana di pausa | Settimana di pausa |
| 10                | Miami Dolphins          | V 31–7             | CBS 12:00pm        |
| 11                | Jacksonville Jaguars    | V 10–3             | CBS 12:00pm        |
| 12                | at Atlanta Falcons      | V 38–31            | CBS 3:05pm         |
| 13                | at New York Jets        | S 17–24            | ABC 8:00pm         |
| 14                | Indianapolis Colts      | S 27–29            | CBS 12:00pm        |
| 15                | Buffalo Bills           | V 28–26            | CBS 12:00pm        |
| 16                | at Houston Texans       | V 27–24            | CBS 12:00pm        |
| 17                | Tampa Bay Buccaneers    | V 33–13            | FOX 12:00pm        |

## Classifiche
| AFC South              | AFC South | AFC South | AFC South | AFC South | AFC South | AFC South | AFC South | AFC South | AFC South |
|                        | V         | S         | T         | %         | DIV       | CONF      | PF        | PA        | STR       |
| ---------------------- | --------- | --------- | --------- | --------- | --------- | --------- | --------- | --------- | --------- |
| (3) Indianapolis Colts | 12        | 4         | 0         | .750      | 5–1       | 9–3       | 447       | 336       | V1        |
| (5) Tennessee Titans   | 12        | 4         | 0         | .750      | 4–2       | 8–4       | 435       | 324       | V3        |
| Jacksonville Jaguars   | 5         | 11        | 0         | .313      | 2–4       | 3–9       | 276       | 331       | S1        |
| Houston Texans         | 5         | 11        | 0         | .313      | 1–5       | 3–9       | 255       | 380       | S4        |

## Premi
- Steve McNair:

MVP della NFL (condiviso con Peyton Manning)